# Список умерших в 598 году

## Январь
- 10 января:
  - Аэд мак Айнмерех, король Кенел Конайлл (569/586—598) и верховный король Ирландии (586—598);
  - Бекк мак Куанах, король Айргиаллы (до 598).

## Дата смерти неизвестна или требует уточнения
- Геннадий, византийский военачальник (магистр армии) и наместник (экзарх) в провинции Африка.
- Герайнт ап Константин, король Думнонии (560—598).